# Nuevo Paraíso, Amatitlán
Nuevo Paraíso är en ort i Mexiko.   Den ligger i kommunen Amatitlán och delstaten Veracruz, i den sydöstra delen av landet, 400 km öster om huvudstaden Mexico City. Nuevo Paraíso ligger 7 meter över havet och antalet invånare är 160.
Terrängen runt Nuevo Paraíso är mycket platt. Runt Nuevo Paraíso är det ganska glesbefolkat, med 34 invånare per kvadratkilometer. Närmaste större samhälle är Cosamaloapan de Carpio, 11,0 km väster om Nuevo Paraíso. Trakten runt Nuevo Paraíso består till största delen av jordbruksmark.